# Гайліс Фаунтейн
Гайліс Фаунтейн (англ. Hyleas Fountain, нар. 14 січня 1981) — американська легкоатлетка, семиборка, олімпійська медалістка.

## Виступи на Олімпіадах
| Олімпіада   | Дисципліна  | Місце |
| ----------- | ----------- | ----- |
| Пекін 2008  | семиборство | 2     |
| Лондон 2012 | семиборство | AC    |